# Ijo du sud-est
Pour les articles homonymes, voir Nembe.
L’ijo du sud-est est une langue ijo parlée dans le Sud du Nigeria. Elle a deux dialectes principaux : le nembe et l’akassa.

## Écriture
| a | b | ḅ | d | ḍ | e | ẹ | f | g | gb | h | i | ị | j | k | kp | l | m | n | o | ọ | p | r | s | t | u | ụ | v | w | y | z |

## Sources
- M.H.I. Kaliai et Roger Blench, Nembe-English dictionary (révision de la 2e édition de Kaliai), 2008 (lire en ligne)